# مورتاون (فيرمونت)
مورتاون (بالإنجليزية: Moretown, Vermont)‏ هي بلدة تقع بولاية فيرمونت في الولايات المتحدة. تبلغ مساحتها 104.2 (كم²)، وترتفع عن سطح البحر 330 م، بلغ عدد سكانها 1658 نسمة في عام 2010 حسب إحصاء مكتب تعداد الولايات المتحدة .

## أعلام
- جون ر. ماكدونالد

## وصلات خارجية
- www.moretownvt.org
- The US50 - Cities and Towns in Vermont State
- Vermont Cities and Towns, Facts, Map, Flag, Colleges, Government, and More